# Jørgen Andersen
Jørgen Andersen (Sarpsborg, 20 de fevereiro de 1886 — Sarpsborg, 30 de maio de 1973) foi um ginasta norueguês que competiu em provas de ginástica artística pela nação.
Andersen é o detentor de duas medalhas olímpicas, conquistadas em duas diferentes edições. Em 1912, nos Jogos de Estocolmo, foi o medalhista de bronze da prova coletiva de sistema sueco ao lado de seus 21 companheiros de equipe, quando foi superado pelas nações da Suécia e Dinamarca, ouro e prata respectivamente. Já nas Olimpíadas da Antuérpia foi o vice-campeão da disputa por equipes de sistema livre.